# West Point (Nebraska)
West Point – miasto w Stanach Zjednoczonych, w stanie Nebraska, siedziba administracyjna hrabstwa Cuming.